# 9383 Montélimar
9383 Montélimar è un asteroide della fascia principale. Scoperto nel 1993, presenta un'orbita caratterizzata da un semiasse maggiore pari a 3,0474608 UA e da un'eccentricità di 0,1648281, inclinata di 2,21719° rispetto all'eclittica.